# Stadspolder (Zeeland)
De Stadspolder was een polder en een waterschap in de gemeente Kortgene op Noord-Beveland,  in de Nederlandse provincie Zeeland.
Het octrooi voor de bedijking van de in 1532 verdronken stad Kortgene werd verleend op 20 november 1680. De bedijking was gereed in 1684.
Sedert de oprichting van het afwateringswaterschap Stadspolder c.a. in Noord-Beveland in 1872 was de polder hierbij aangesloten.
Op 1 februari 1953 overstroomde de polder. De polder viel op 11 februari weer droog. Ook in 1808 was de polder al eens oversroomd.